# Andrius Velička
Andrius Velička (* 5. April 1979 in Kaunas) ist ein ehemaliger litauischer Fußballspieler.

## Karriere

### Vereine
Veličkas Karriere begann in seiner Heimatstadt beim litauischen Fußballclub FBK Kaunas. Die meiste Zeit seiner Karriere verbrachte er hier, wurde jedoch einige Male ausgeliehen, so im Jahr 2002 an den russischen Verein Anschi Machatschkala. Hier spielte er aber nur selten und war nicht erfolgreich. Er kehrte zu Kaunas zurück, wurde aber zwei weitere Male verliehen. 2003 an den kasachischen Fußballverein Irtysch Pawlodar und 2006 an den schottischen Verein Heart of Midlothian. Bei den Hearts kam er öfter als bei seinen vorherigen Leihen zum Einsatz, sein Debüt gab er am 9. September gegen FC St. Mirren. Am 15. Oktober erzielte er gegen Hibernian Edinburgh seine ersten beiden Tore.
2008 wechselte er schließlich zu Viking Stavanger in die Tippeligaen für eine Ablösesumme von einer Million Pfund Sterling.
Am 14. Juni 2008 akzeptierte Viking ein Angebot des schottischen Rekordmeisters Glasgow Rangers über eine Million Pfund Sterling für Velička. Zwei Tage später unterschrieb er einen Zweijahresvertrag für die Rangers, stieß allerdings knapp einen Monat später während einer Deutschland-Tour zur Mannschaft, da die Saison in Norwegen noch lief. Am 30. Juli absolvierte er im Rahmen der UEFA-Champions-League-Qualifikation seines ersten Spiel für seinen neuen Verein, ausgerechnet gegen seine erste Profistation FBK Kaunas, wo er in der zweiten Halbzeit eingewechselt wurde. In seinem ersten Ligaspiel am 9. August erzielte er gegen den FC Falkirk den 1:0-Siegtreffer. Trotz eines guten Starts und einem zweiten Ligaspieleinsatzes eine Woche später gegen ebenfalls einen ehemaligen Verein Heart of Midlothian, hatte Velička keine Chance sich in Glasgow durchzusetzen und kam erst wieder im April 2009 zu weiteren Einsätzen. Am 11. April erzielte er gegen den FC Motherwell die 1:0-Führung beim 3:1-Heimsieg. Nur eine Woche später traf er beim 3:2-Auswärtssieg bei Hibernian Edinburgh zur zwischenzeitlichen 2:1-Führung. In den Playoffs traf er wiederum gegen seinen alten Verein Heart of Midlothian beim 2:0-Sieg.
Zur Saison 2009/10 wurde er im August 2009 ein Jahr an den englischen Verein Bristol City verliehen. Für Bristol absolvierte er sein Debüt gegen die Queens Park Rangers, wo er in der 64. Minute eingewechselt wurde. Doch nach nur wenigen Minuten musste er aufgrund einer schweren Knieverletzung vom Feld getragen werden. Die Untersuchung ergab einen Riss am vorderen Kreuzband und damit war die Saison für Velička gelaufen.
Am 31. August 2010 wurde er für ein Jahr an den Ligakonkurrenten FC Aberdeen ausgeliehen. Sein erstes Tor erzielte er am 9. November gegen Inverness Caledonian Thistle. Am 31. Januar 2011 wurde bekannt gegeben, dass er von Aberdeen eine Freigabe bekommen habe und vereinslos sei.
Am 11. Februar unterschrieb er einen Dreijahresvertrag beim litauischen Verein Ekranas Panevėžys.

### Nationalmannschaft
Velička gab am 16. August 1998 sein Debüt für die litauische Nationalmannschaft, als er im Spiel gegen die Moldau in der 80. Minute für Valdas Trakys eingewechselt wurde. Sein zweites Spiel bestritt Velička aber erst fast vier Jahre später, im April 2002 gegen Jugoslawien. Sein erstes Länderspieltor schoss er im Zuge des Baltic Cups am 3. Juli 2003, beim 5:1-Erfolg über Estland, zum zwischenzeitlichen 3:1. Bis zum 12. Februar 2009 musste er auf sein zweites Länderspieltor warten, dort erzielte er gegen Andorra den 1:0-Treffer beim 3:1-Sieg.

## Titel und Erfolge
- Baltic Cup: 2005